# Мртав ’ладан
Мртав ’ладан је српска филмска црна комедија из 2002. године, сценаристе и режисера Милорада Милинковића. Главне улоге тумаче Ненад Јездић, Срђан Тодоровић, Михајло Бата Паскаљевић и Никола Ђуричко.

## Радња
Двојица браће, Зоки и Миле, шверцују свог мртвог деду у возу јер немају новац да га пребаце у Вршац, где их чека њихов незгодан отац кога се много плаше. У возу се нађе и нарко-дилер Лимени, који путује са туђим дететом, а плашећи се полиције, убаци деди пакетић дроге у џеп. Зоки и Миле одлазе у вагон ресторан, воз нагло кочи, а тежак кофер пада Деди на главу. Остали путници у купеу констатују да је то убило деду. Свако из својих разлога не жели полицију у купеу и они реше да га избаце кроз прозор. И тада настаје потрага за дедом кога сви траже. У причу се уплићу милиционер жељан унапређења, шофер који глуми детектива, два ратара која се споре око међе.

## Улоге
| Глумац                   | Улога                     |
| ------------------------ | ------------------------- |
| Михајло Бата Паскаљевић  | Деда (Љубисав Здравковић) |
| Срђан Тодоровић          | Зоки                      |
| Ненад Jездић             | Миле                      |
| Никола Ђуричко           | Лимени                    |
| Соња Колачарић           | Маја                      |
| Тара Манић               | Ана                       |
| Велимир Бата Живојиновић | Станислав                 |
| Милорад Мандић           | Радован                   |
| Слободан Нинковић        | Мића 'Шафт'               |
| Бранислав Зеремски       | Ђура                      |
| Никола Пејаковић         | Коле                      |
| Оливера Марковић         | Баба у возу               |
| Миодраг Крстовић         | Отац Зокија и Милета      |
| Радмила Живковић         | Мајка Зокија и Милета     |
| Милица Михајловић        | Наркоманка                |
| Горан Султановић         | Доктор                    |
| Михајло Јовановић        | младић у возу             |
| Нађа Секулић             | Милунка                   |
| Ђорђе Шаргаш             | Радуле                    |
| Ана Маљевић              | бивша девојка Гвозденог   |
| Душан Тадић              | погребник                 |
| Баја Банге Намкосе       | Милица                    |
| Марко Јоцић              | келнер Драган             |
| Бојан Димитријевић       | други саобраћајац         |
| Мирољуб Лешо             | шеф станице               |
| Ивана Јовановић          | Риба                      |
| Гордана Лес              |                           |
| Миодраг Гајић            |                           |
| Исток Торњански          |                           |
| Димитрије Илић           |                           |
| Милан Бајић              |                           |
| Милан Лугомирски         |                           |
| Предраг Бајчетић         |                           |